# Observatorio Astronómico de Brera
El Observatorio Astronómico de Brera (en italiano: Osservatorio Astronomico di Brera) fue construido en el palacio histórico de Brera, en Milán (Italia), en 1764 por los jesuitas y pasó a ser posesión del gobierno en 1773, pasando por los gobiernos sucesivos hasta la actualidad. En el inicio de la década de 1920, la sección de observación fue transferida a Merate, Lombardia. Las dos sedes comparten administración y dirección.
Parte de la fama del observatorio se debe al hecho de haber sido aquí donde Giovanni Schiaparelli observó los canales de Marte en el año 1877.
El Observatorio Astronómico de Brera tiene un G. & S. Merz de 218 mm de abertura, con montura ecuatorial, instalado en 1862.